# Sphenomorphus sarasinorum
Sphenomorphus sarasinorum — вид сцинкоподібних ящірок родини сцинкових (Scincidae). Ендемік Індонезії.

## Поширення і екологія
Sphenomorphus sarasinorum є ендеміками острова Сулавесі. Вони живуть у вологих рівнинних тропічних лісах, на висоті до 250 м над рівнем моря.

## Збереження
МСОП класифікує цей вид як такий, що перебуває під загрозою зникнення. Sphenomorphus sarasinorum загрожує знищення природного середовища.